# Eiskönigbach
Der Eiskönigbach ist ein ganzjähriges Fließgewässer im Vorkarwendel. Er entsteht nördlich des Grasbergsattels, verläuft zunächst in weitgehend nördlicher Richtung, bevor zunächst der Baumgartenbach von links einmündet. Nach kurzem weiteren Verlauf, kurz vor der Staumauer des Wasserkraftwerks der Dürrach, vereinigt sich der Eiskönigbach mit dem Oberlauf der Dürrach, dem Tannauerbach. Durch das Tal des Eiskönigbachs führt der Weg zur Eiskönigalm, sowie weiterer einsamer Bergziele im Vorkarwendel, wie der Eiskönigspitze.